# مسجد كوبيلي
مسجد كوبيلي هو مسجد تاريخي يقع في مدينة كافاجي في ألبانيا، تم بناء المسجد في الأصل عام 1735 في عهد العثمانيين على يد كابلان بيو. يقع المسجد القديم  في الشارع الرئيسي للمدينة، تم تسمية مسجد كوبيلي أيضًا على اسم مؤسسه كابلان باشا.

## البنيان
مبنى المسجد كبير وجميل، له قبة ومداخل وترتفع واجهاته الرخامية تحت أشجار السرو بأعمدتها البيزنطية وأقواسها العربية.

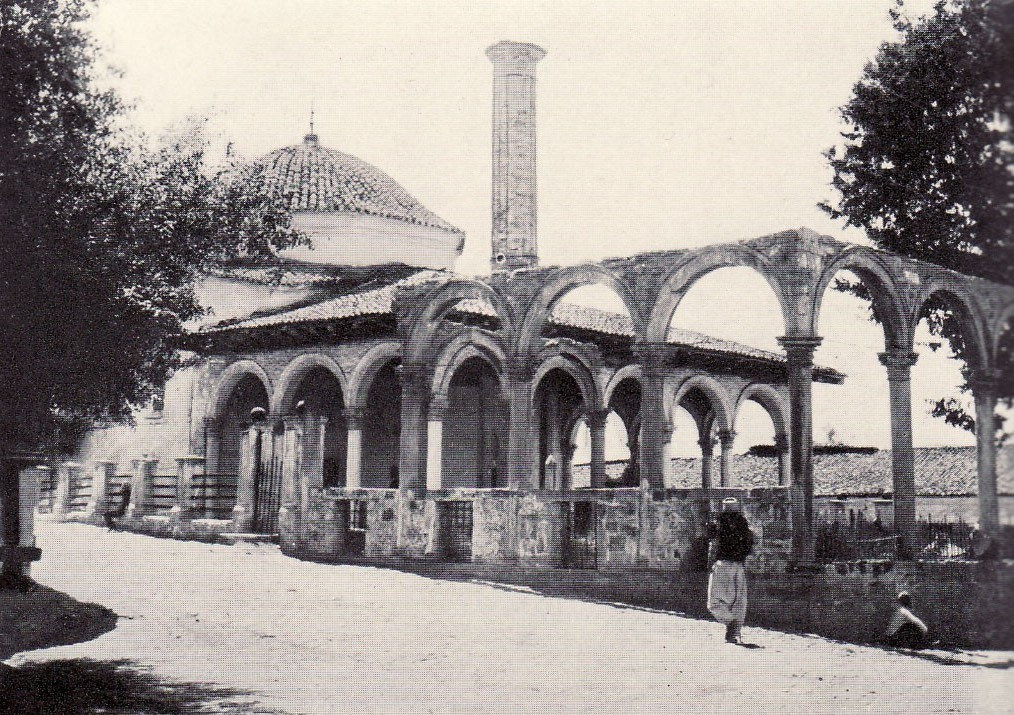
مبنى مسجد كوبيلي القديم

بعد أن دمره الشيوعيون في السبعينيات، أصبح المسجد الجديد ذو طراز بسيط للغاية وهو مصنوع من الخرسانة واللون الأبيض بينما كان المسجد الأصلي عبارة عن مبنى حجري عثماني بزخارف ملونة جميلة من الداخل. 